# Heilandskapelle Frankfurt (Oder)
Die Heilandskapelle Frankfurt (Oder) in der Heimkehrsiedlung (auch Siedlung Klingetal), Eichenweg 40/41, 15234 Frankfurt (Oder) ist eine Holzkirche im Gemeindebezirk Sankt Georg der Evangelischen Kirchengemeinde Frankfurt (Oder) im Kirchenkreis Oderland-Spree der Evangelischen Kirche Berlin-Brandenburg-schlesische Oberlausitz. Sie wird sowohl von der Kirche als auch von einem Förderverein genutzt und schrittweise saniert.

## Geschichte

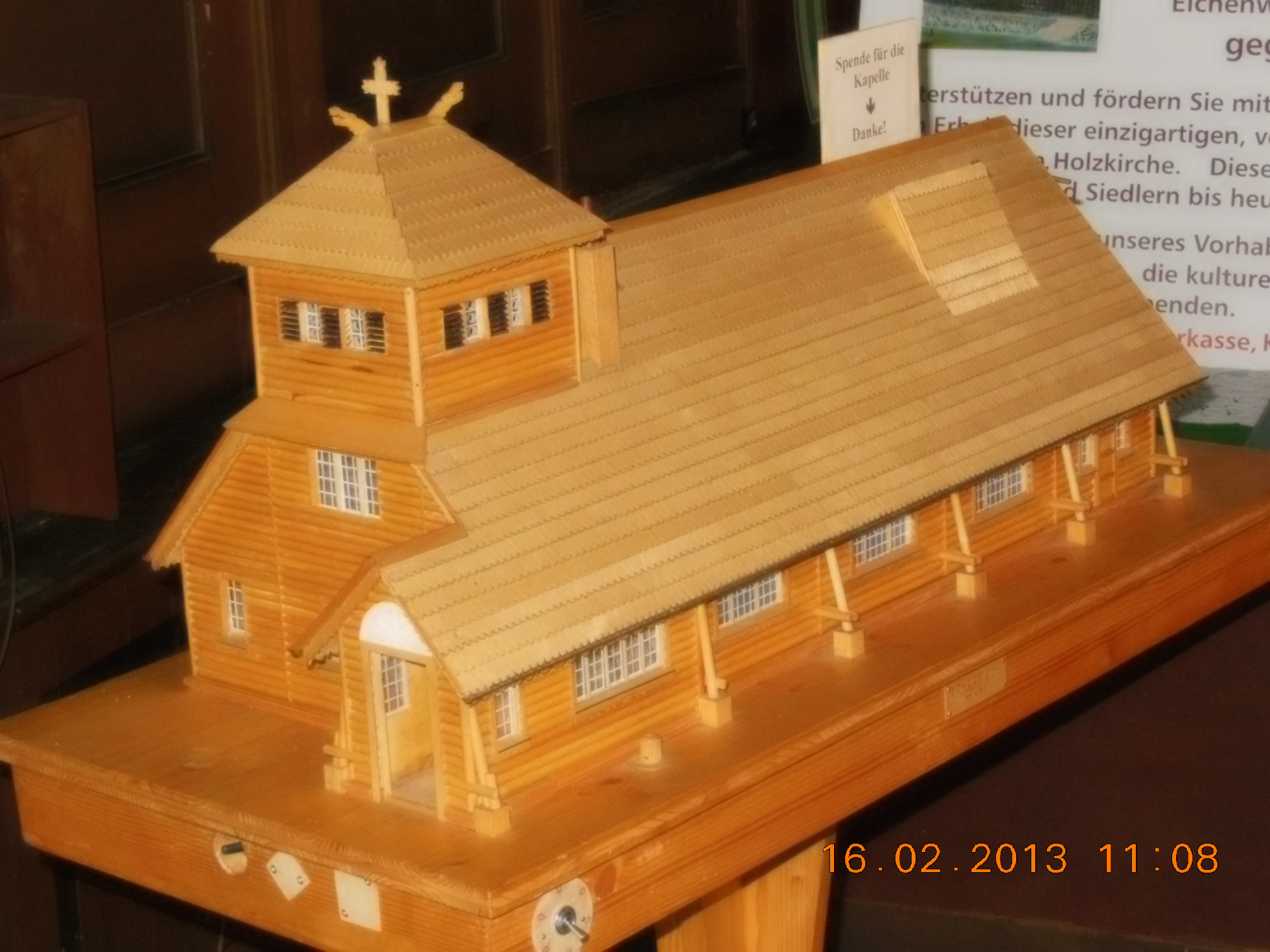
Südseite (Modell)

Im Ersten Weltkrieg (1914–1918) wurde auf dem Gebiet der jetzigen Heimkehrsiedlung unter der Leitung des Rittmeisters i. R. Alfred von Marré auf dem Gelände der „Grube Vaterland“, aus der bis 1907 Braunkohle im Untertagebau gefördert wurde, ein Kriegsgefangenenlager errichtet, in dem zeitweise 23.000 Soldaten vornehmlich aus Russland, aber auch Engländer, Franzosen, Italiener, Serben sowie 500 Zivilinternierte, darunter zwei Kinder von zehn bis zwölf Jahren gefangen gehalten wurden.
Die Haager Landkriegsordnung von 1899/1907 gestattete Kriegsgefangenen die Ausübung ihrer Religion und Kultur. Darum durften Kriegsgefangene der Zaristischen Armee Russlands die Kirche 1915/16  erbauen. Anstoß dazu gaben Vertreter des Christlichen Vereins Junger Männer, die von den deutschen Behörden die Bauerlaubnis für dieses, wie für viele andere Mehrzweckgebäude in Kriegsgefangenenlagern ermöglichten. Gebaut wurde mit Holz, das unter anderem das Internationale Rote Kreuz aus dem neutralen Schweden beschaffen ließ. Im Volksmund wurde die Kapelle später nach ihren Erbauern auch „Russenkirche“ genannt.
Anfangs fanden in der Kapelle Gottesdienste der evangelischen und katholischen Wachmannschaft statt. Die Kirche diente dann bis 1919 den internierten evangelischen und katholischen Christen, den Evangeliums-Christen, den Russisch-Orthodoxen und Angehörigen jüdischen Glaubens jeweils getrennt als Gebetsraum. Noch heute ahnt man den Platz für einen weiteren Altar rechts vom christlichen. Daneben war das Gebäude im Gefangenenlager Lesehalle und Ort für anderweitige Zusammenkünfte. Die Bühne und Empore ermöglichte die Aufführung von Theater- und anderen Kulturaufführungen. Das Orchester des Kriegsgefangenenlagers umfasst 40 Personen. Sie wurden für ihre täglichen Übungen vom Arbeitsdienst befreit.
Mit diesen Funktionen bildete die Heilandskapelle den Mittelpunkt im Lagerleben.
Nach Auflösung des Kriegsgefangenenlagers bis 1921 verfiel die Kapelle, so dass sie der städtische Magistrat abreißen lassen wollte. Ab 1921 aber dienten die ehemaligen Gefangenenbaracken als Heimkehrer- und Auffanglager für Aussiedler (Optanten) und Kriegsflüchtlinge sowie für Zivilisten aus der Sowjetunion, die vor den Bolschewiken und später Stalins Terror flohen. 1923 wurde der Heimkehrerbauverein gegründet, der die freie, zivile Siedlung aufbaute. Am 9. August 1925 gründete sich der Verein zur Förderung des kirchlichen Lebens im Heimkehrlager (eingetragener Verein seit 14. Dezember 1926). Die Kapelle erlangte neue Bedeutung und wurde von der Stadt wiederhergestellt. Der Magistrat übergab sie 1928 der evangelischen Kirchengemeinde. Bei der feierlichen Einweihung am 2. September 1928 wurde ihr vom Generalsuperintendenten D. Vits der Name Heilandskapelle verliehen.
Das untere Turmgeschoss bildete zuerst eine Bühne und wurde später zur Winterkirche ausgebaut. Im oberen Turmgeschoss fand bis in die 1960er Jahre der Konfirmandenunterricht statt. Es diente zusätzlich als Versammlungsraum.
Mitte der 1970er Jahre und 1993/94 fanden Sanierungsarbeiten statt. 2005 wurde der Glockenturm saniert, 2008 der neue Glockenstuhl aufgesetzt.
Die Heilandskapelle gehört zu ganz wenigen erhaltenen Mehrzweckgebäuden in Kriegsgefangenenlagern des Ersten Weltkriegs.

## Bauausführung

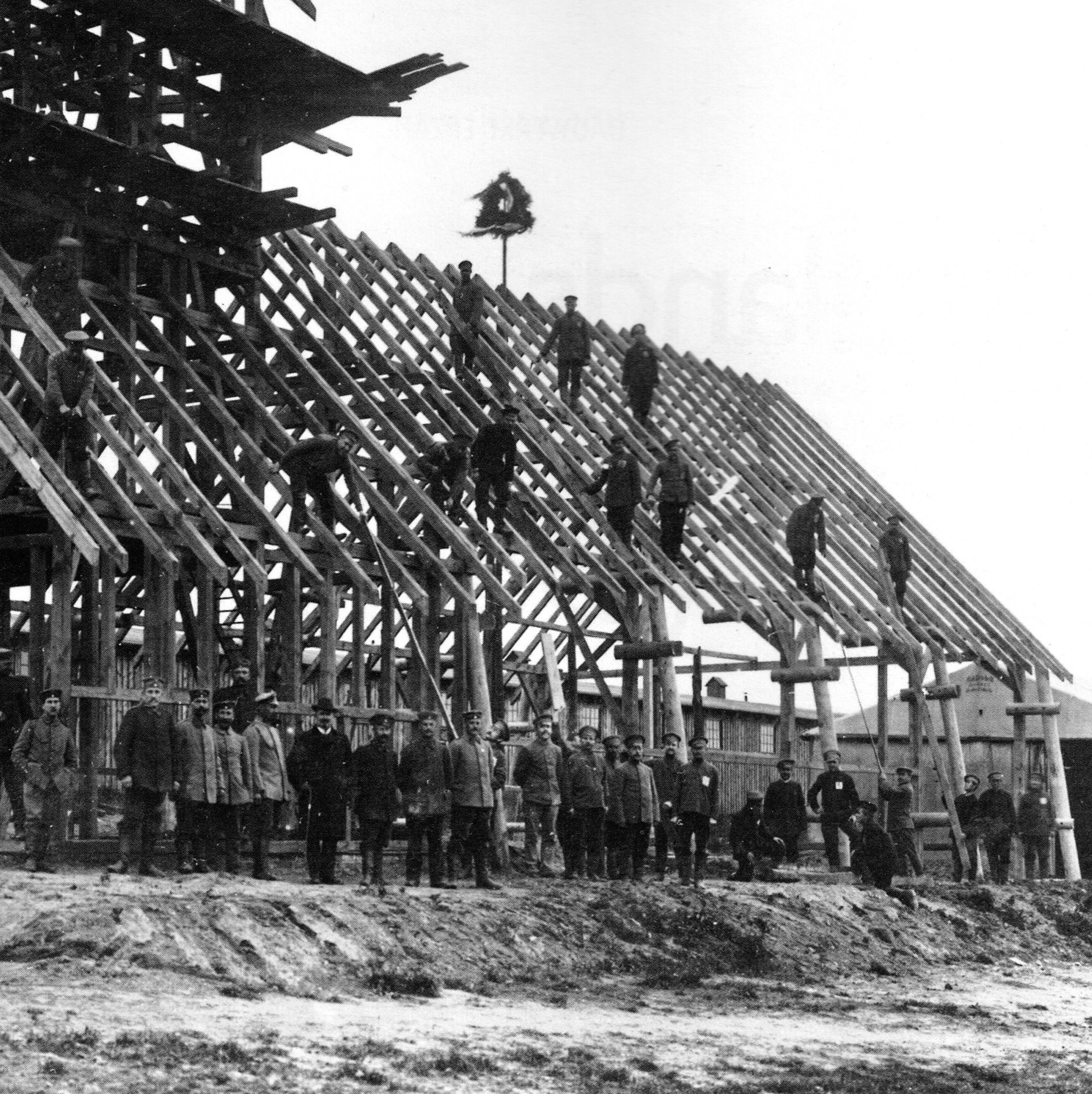
Richtfest 1915

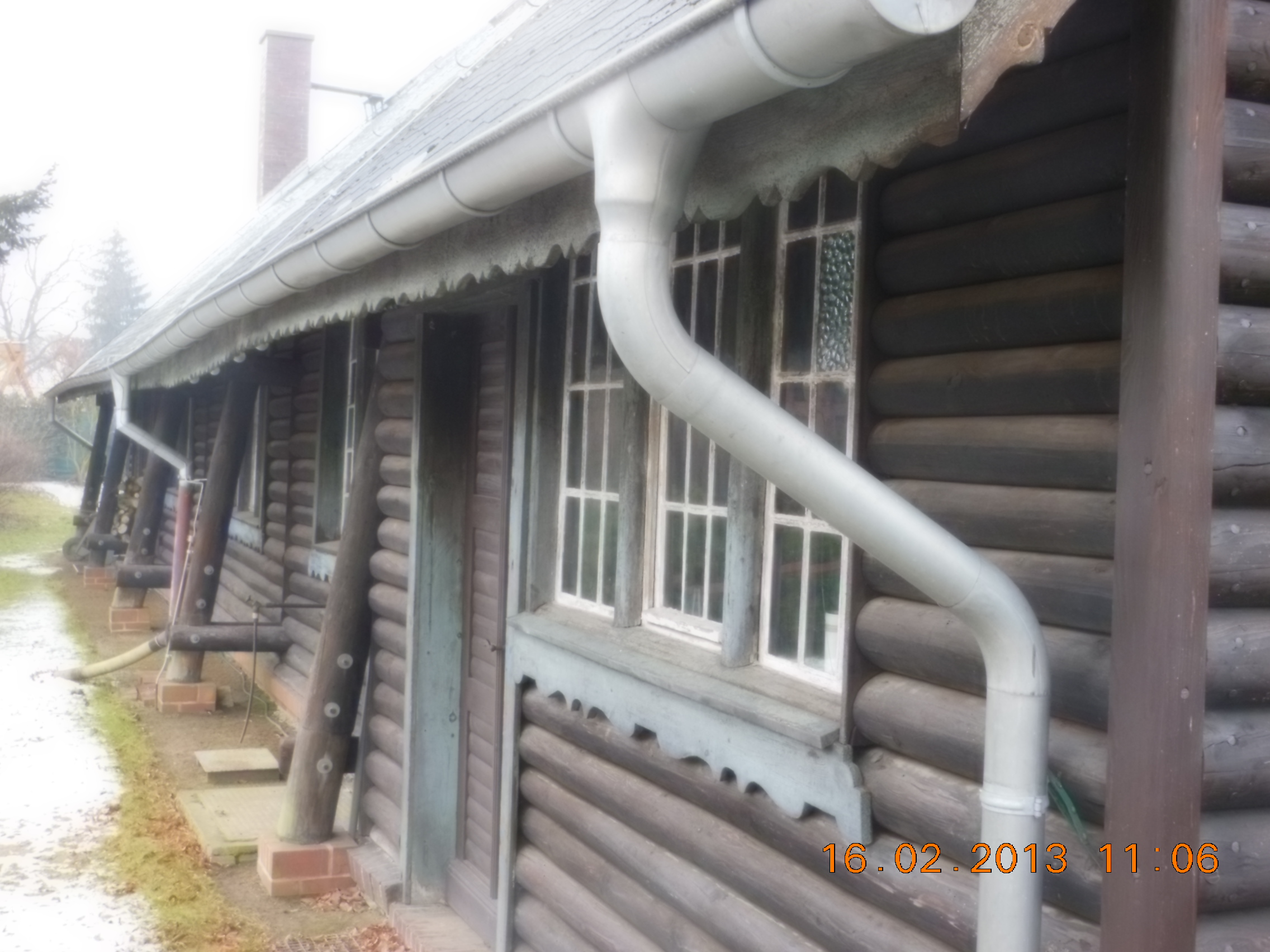
Nordseite mit Schornstein für den verbliebenen Ofen
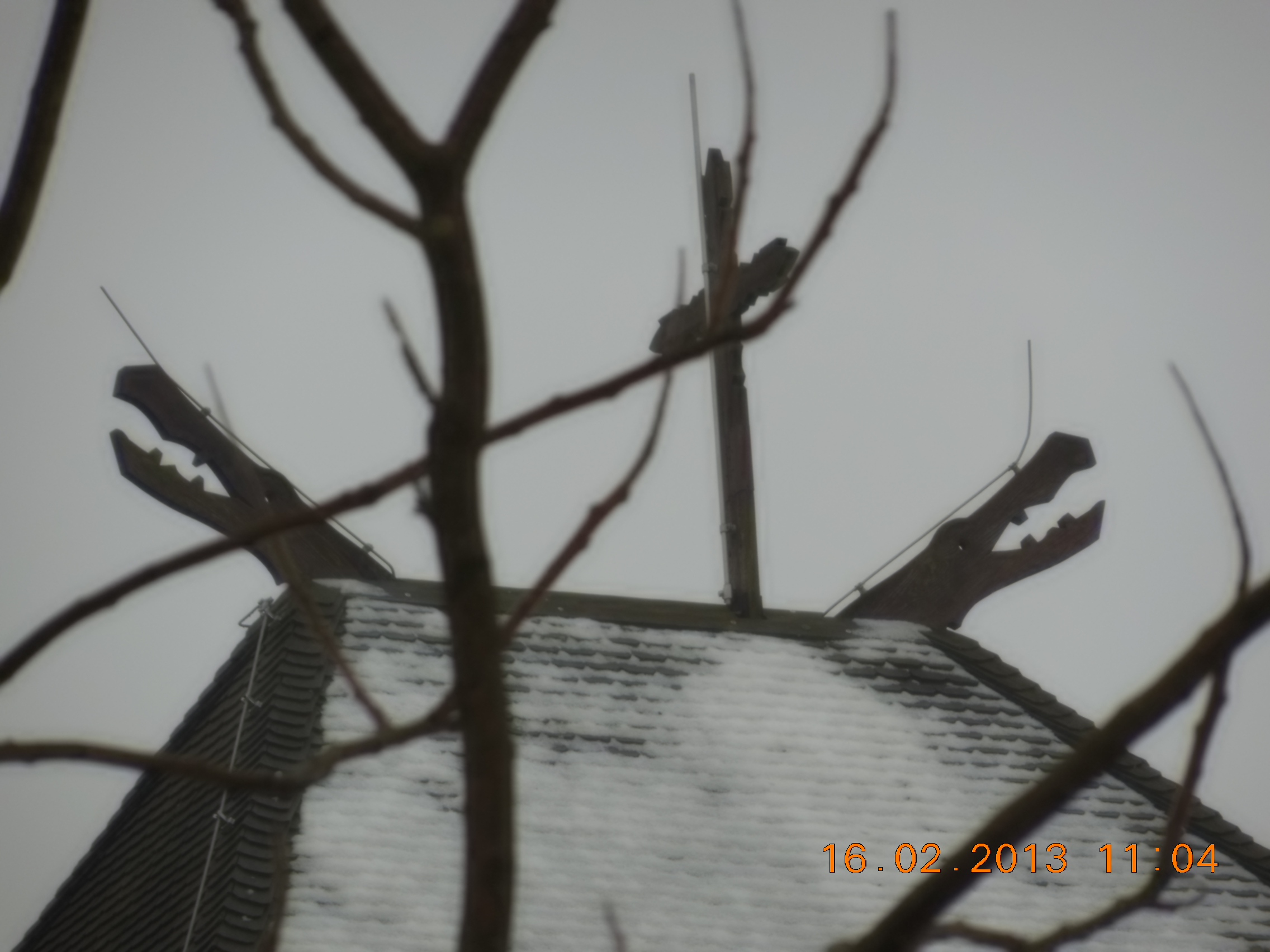
Glockenturm mit Drachenköpfen
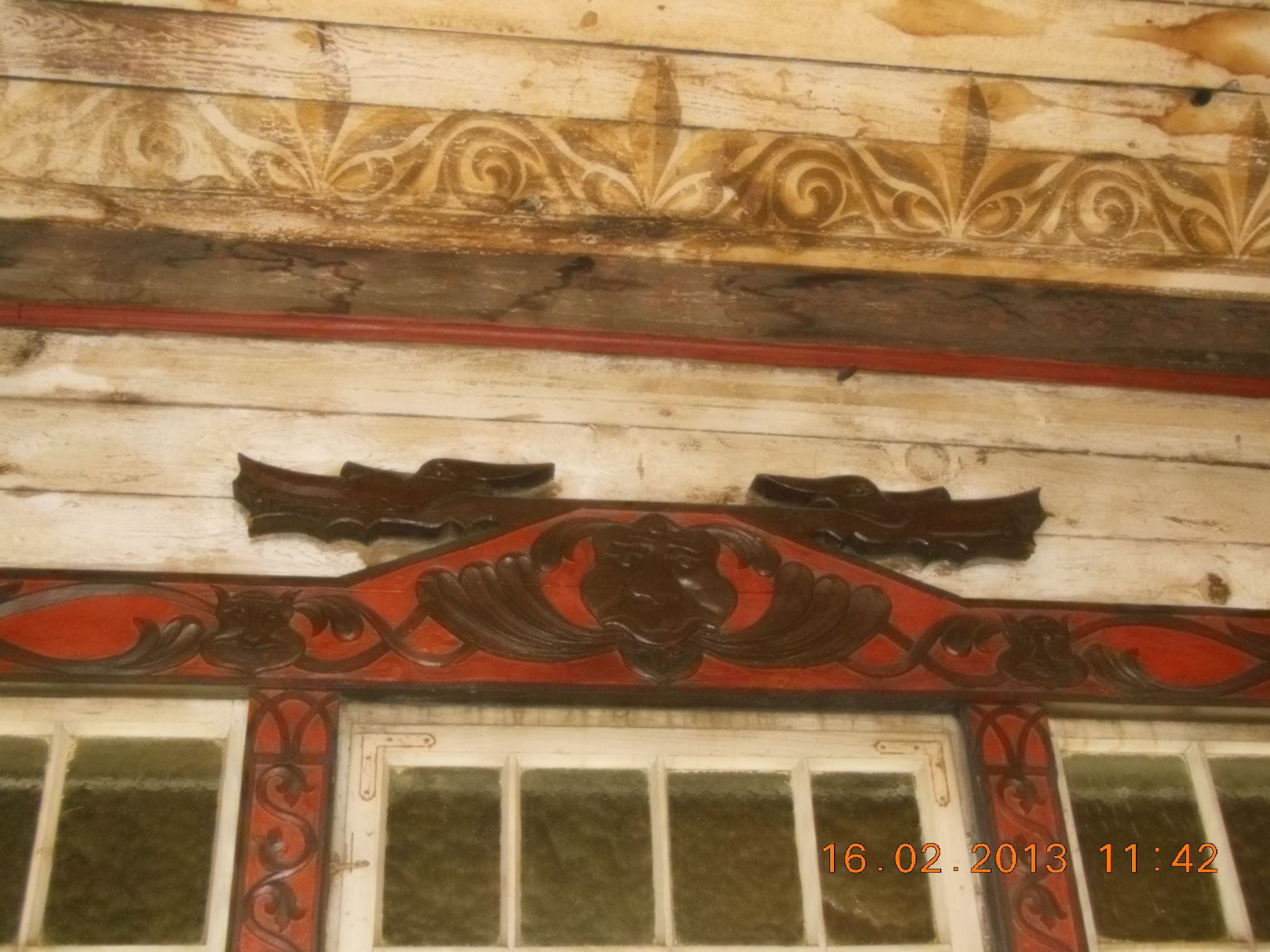
Ornamente an Fenster und Gebälk innen
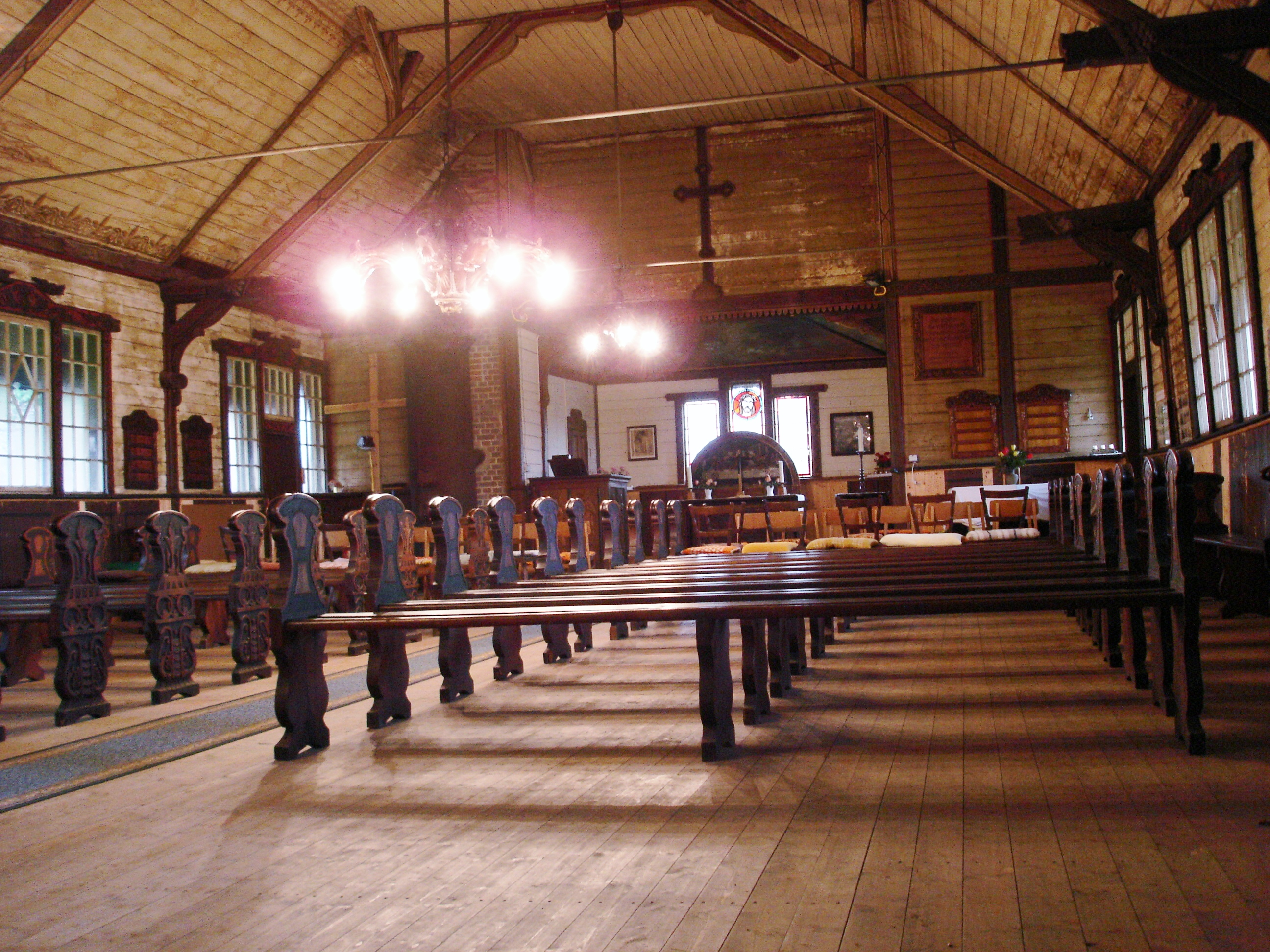
Kirchenschiff innen
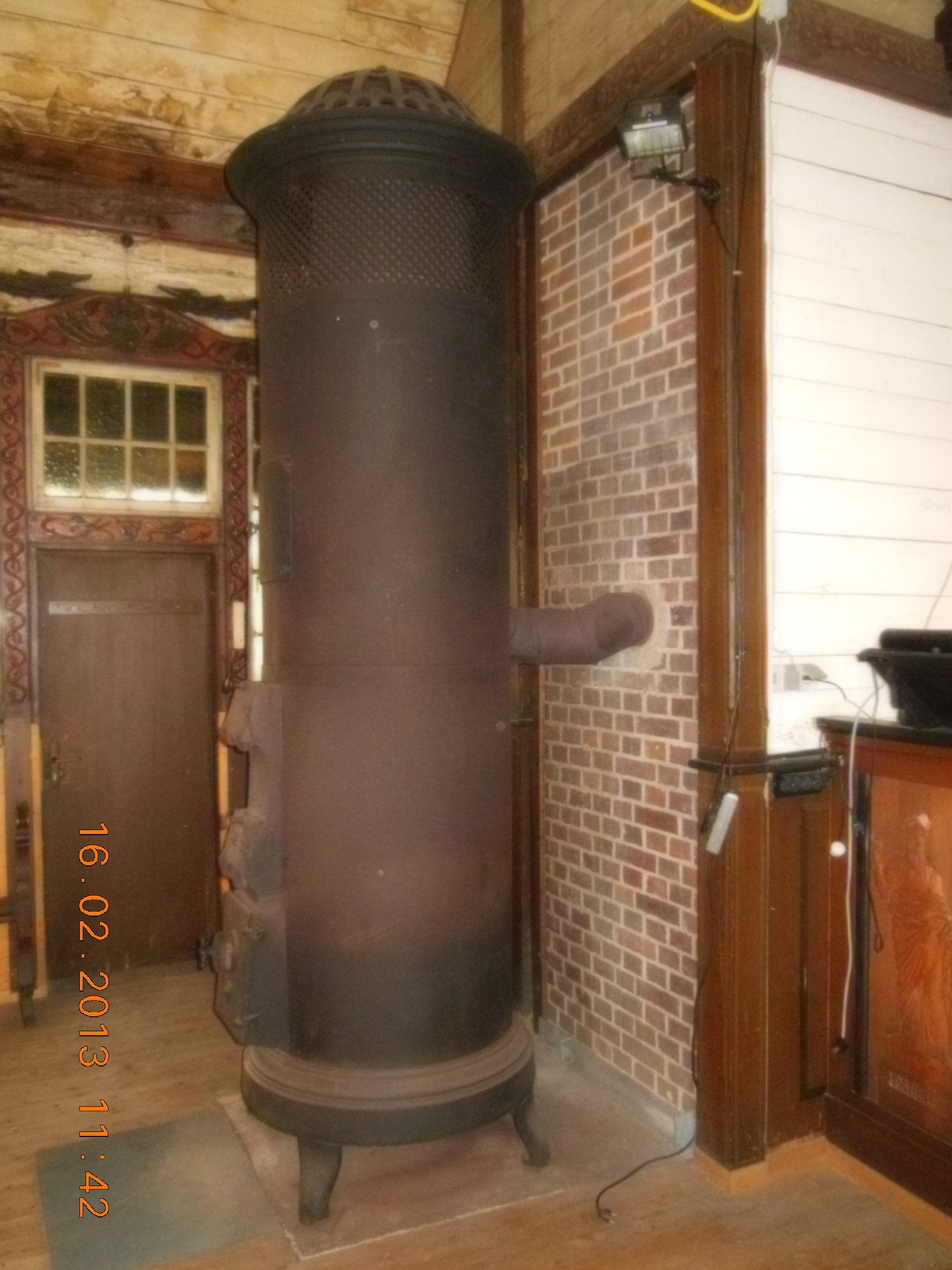
Ofen
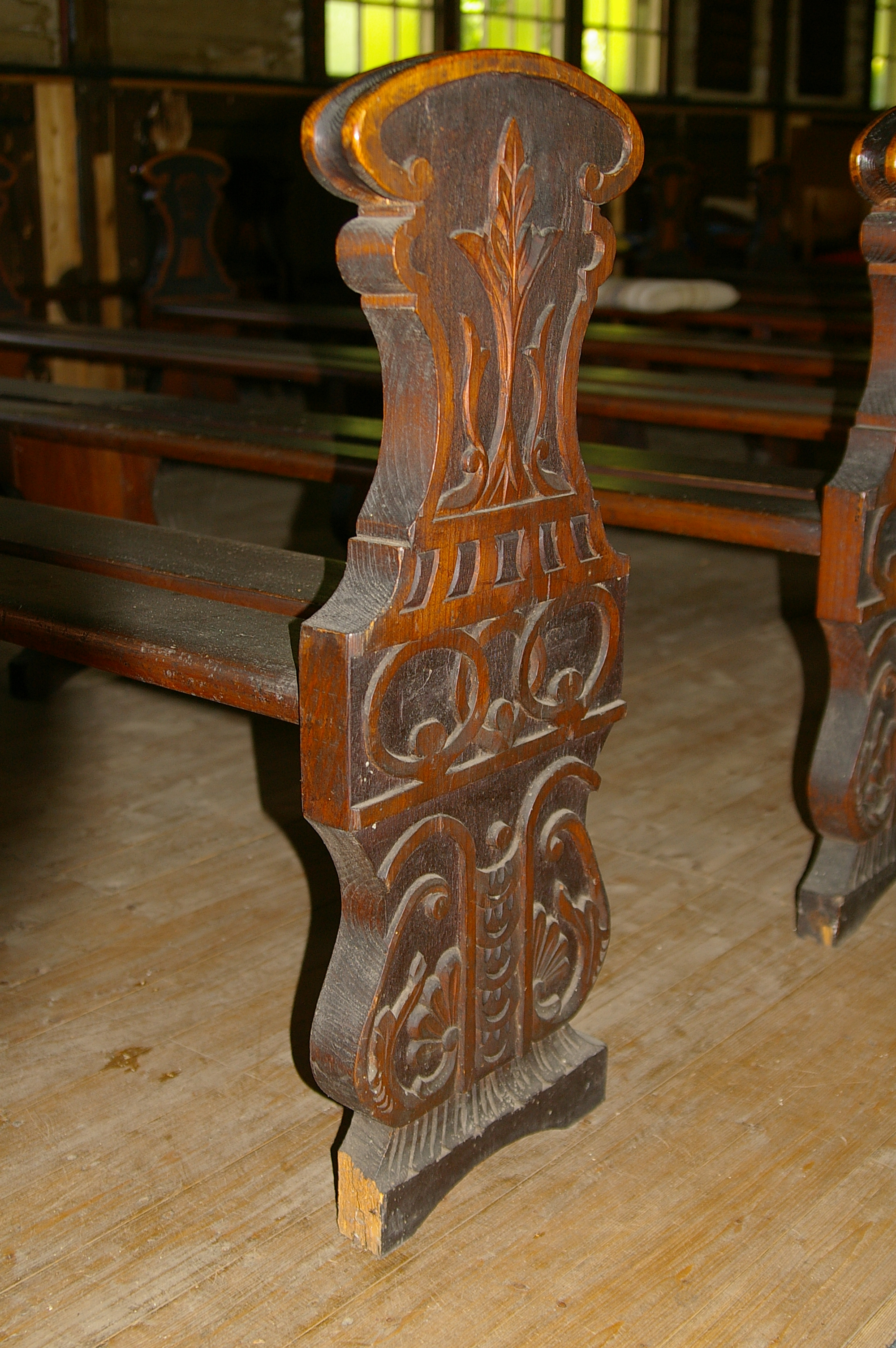
Bankdetail
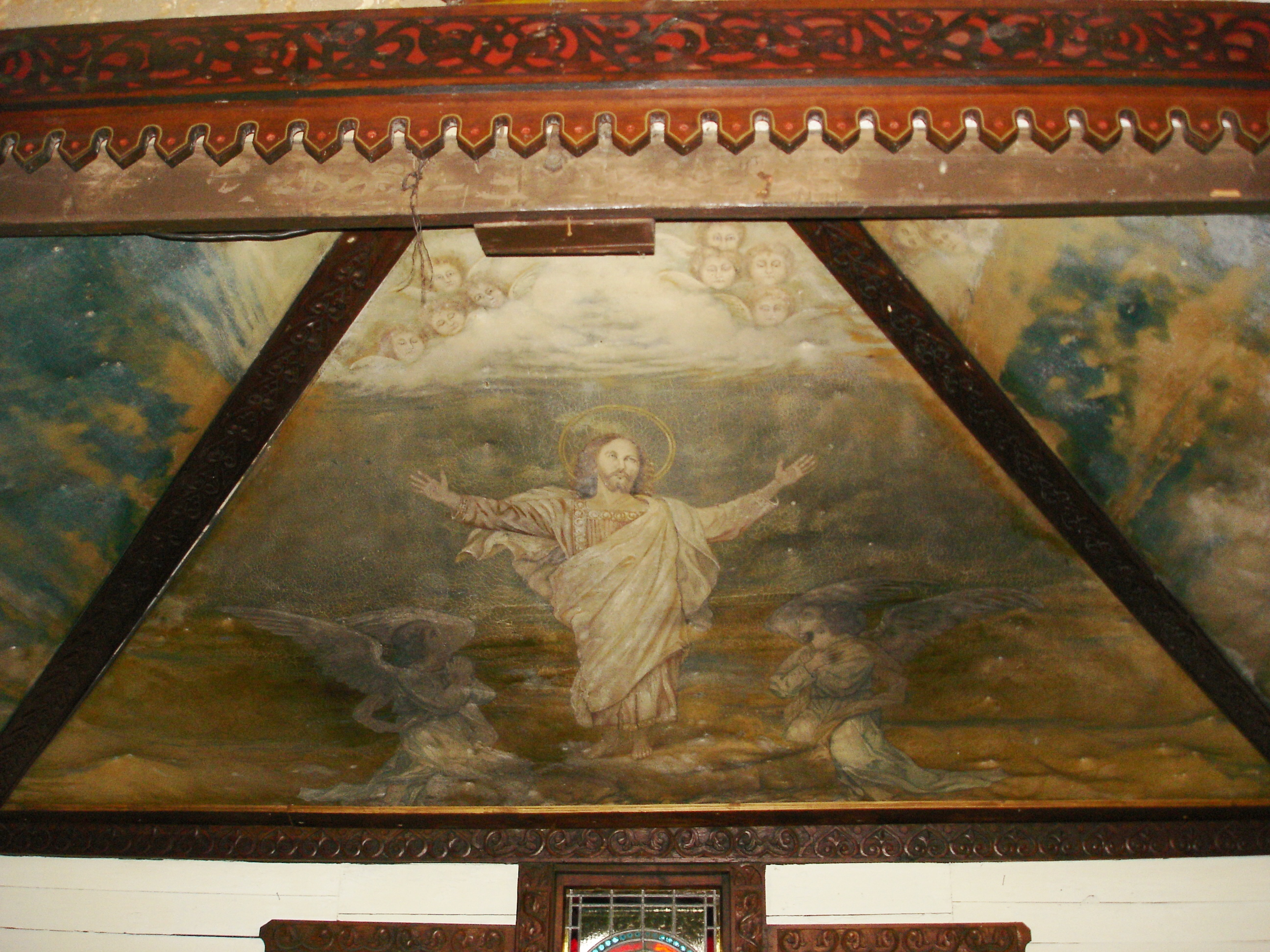
Altarbild in der Heilandskapelle
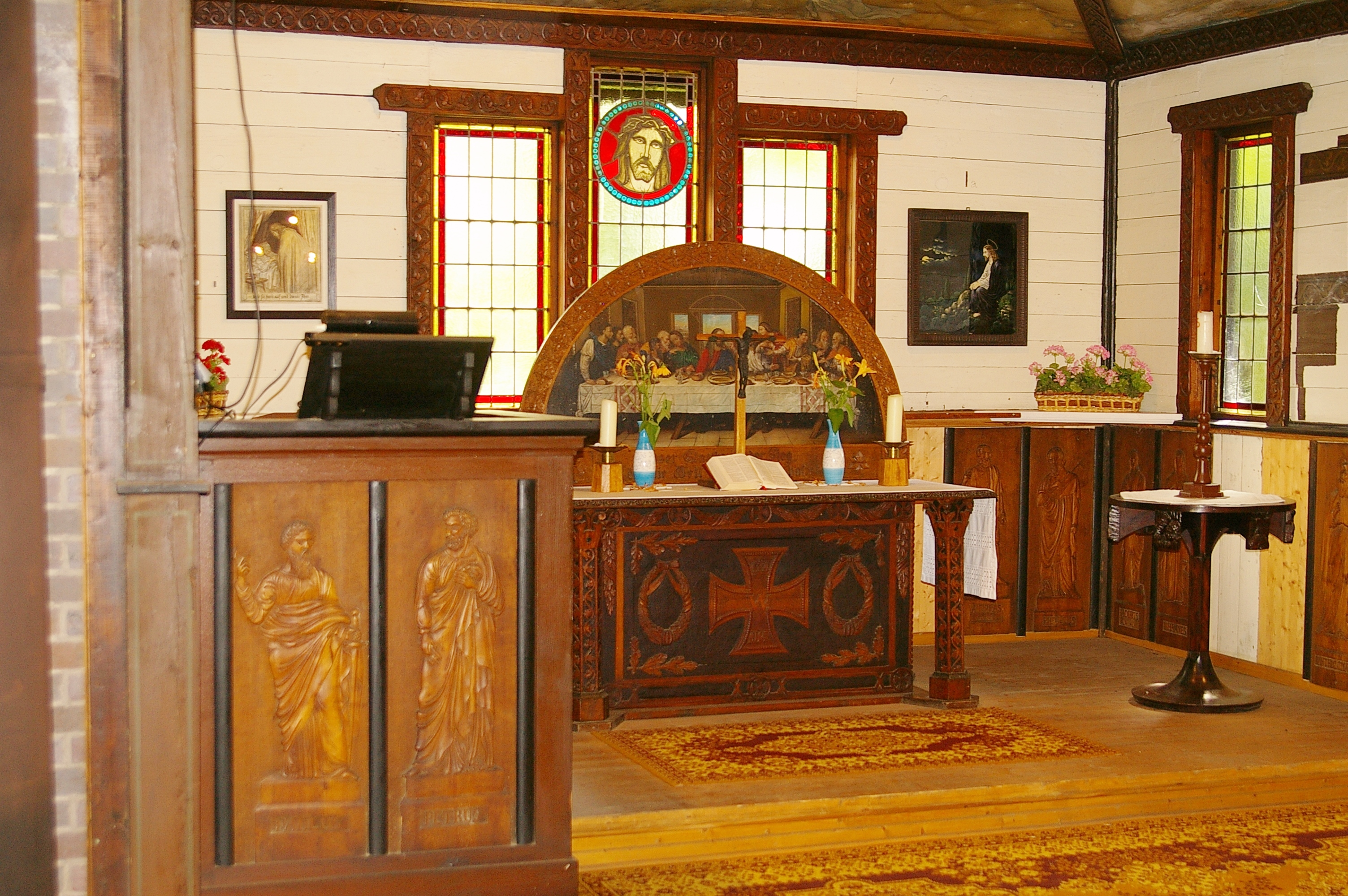
Altar und Kanzel (links)

Das Gebäude wurde 1915/16 komplett aus Holz mit Stützhölzern in sibrischer Bauweise errichtet. Da die Außenseiten mit Rundhölzern verkleidet sind, erweckt das Gebäude den Eindruck einer Blockhausbauweise. Die Bauleitung hatte vermutlich der Frankfurter Sägewerksbesitzers Skomoda. Nachdem es nach Kriegsende dem Verfall preisgegeben war, erhielt es 1927/28 ein Kalksandstein-Fundament. Auf das zunächst mit Pappe gedeckte Dach wurden 1927 Holzschindeln aufgebracht, die 1975 durch Preolitschindeln ersetzt wurden.
Der Bau besteht aus dem Kirchenschiff, dem breiten zweigeschossigen eingestellten Turm mit Glockenstuhl und einem kleinen Eingangsvorbau. Die Grundkonstruktion erinnert an den damaligen Scheunenbau.
Gegenüber dem Altar im Osten befindet sich im westlichen Teil des Kirchenraumes eine Bühne mit Empore darüber, die als Orchesterraum benutzt wurde. Aus diesem Grund haben die Bänke auch keine Lehnen. Im Gottesdienst saßen die Gläubigen dem Altar zugewandt. Das Geschehen auf Bühne und Empore dagegen konnten die Besucher umgedreht gen Westen gewandt verfolgen. Die Bänke sind bis heute im Original erhalten.

## Ausstattung
Auffällig ist neben der gesamtheitlichen Holzbauweise insbesondere auch die innere Ausstattung, darunter folgende von den Lagerinsassen selbst gefertigte Kunstwerke:
- der geschnitzte Altar;
- die hölzernen Relieffiguren der 12 Apostel
- von den Gefangenen selbstgemalte Bilder auf und um den Altar;
- zahlreiche Drachenkopfmuster und Drachenfiguren (auch auf dem Dach), deren Bedeutung heute nicht mehr eindeutig nachzuvollziehen ist; die Motive könnten aus der nordischen Volkskunst stammen oder aus der russischen Folklore, obgleich Drachen dort keine prominente Rolle spielen;[2]
- der prunkvoll geschnitzte Kronleuchter mit seinen Drachenköpfen;
- vier Kanonenöfen in den vier Ecken, die den Raum gleichmäßig erwärmten und die Ende der 1920er Jahre von einem noch heute links vom Altar stehenden Einzelofen ersetzt wurden.

## Förderverein

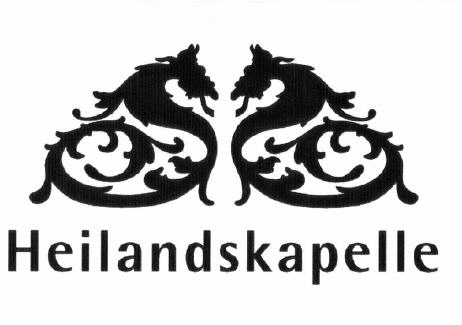
Symbol des Fördervereins

Am 4. April 2001 wurde der Förderverein Heilandskapelle Frankfurt (Oder) e. V. mit dem Ziel gegründet, die Heilandskapelle zu erhalten und zu sanieren. Die Drachenmuster finden sich auch im Logo des Fördervereins wieder.
Die einzigartige Kirche wird wieder mit Leben erfüllt. Im Rahmen der alljährlichen Reihe „Sommer in der Heilandskapelle“ kommen Konzerte, Theater- und Ballettaufführungen, Buchlesungen, Vorträge u. ä. zur Aufführung. Die Abende sind kostenlos, der Verein bittet um Spenden für seine oben genannten Ziele.
Im zweiten Turmgeschoss unterhält der Verein heute eine Dauerausstellung zur Geschichte von Kapelle und Siedlung.
Auf besondere Bestellung und zu den Tagen des offenen Denkmals finden Führungen statt.

## Aktuelles
Die Gemeinde in der Heimkehrsiedlung, die schon immer ein Teil der Georgengemeinde war, wird heute wie damals von deren Pastorinnen und Pastoren betreut. Neben den Gottesdiensten finden wie zu Gründungszeiten auch kulturelle Veranstaltungen statt.
Jährlich zum Erntedankfest ist die Heilandskapelle Ort kurzen Gebets und Ausgangspunkt für die Prozession über die Felder in die benachbarte Kirche im nördlich liegenden Ortsteil Kliestow.
Ab September 2013 wird das Kirchenschiff restauriert. Kirchgemeinde und Verein werden dabei durch Spenden unterstützt, die während der Gottesdienste und kulturellen Veranstaltungen entgegengenommen werden konnten. Förderung erfährt das Vorhaben des Weiteren durch die Hermann-Reemtsma-Stiftung, die Deutsche Stiftung Denkmalschutz, die Stiftung KiBA und die Landeskirche.
Der „Sommer in der Heilandskapelle“ endete deshalb bereits mit einem Konzert am 25. Mai. Der letzte Festgottesdienst vor der Renovierung wurde danach am 2. Juni 2013 zelebriert.
Die Reparaturen sollen nach circa einjähriger Bauzeit abgeschlossen sein. Die Heilandskapelle wird am 3. August 2014 nach einer liturgischen Andacht von der evangelischen und katholischen Kirche, von der Russisch Orthodoxen Kirche und von der jüdischen Gemeinde im so genannten Russenfriedhof für die im Lager verstorbenen Kriegsgefangenen wieder eröffnet. Eingeladen wurden der Oberbürgermeister der Stadt Frankfurt (Oder), Vertreter der Förderer und auch der Russischen Botschaft in Berlin.